# Pycnocoma littoralis
Pycnocoma littoralis är en törelväxtart som beskrevs av Ferdinand Albin Pax. Pycnocoma littoralis ingår i släktet Pycnocoma och familjen törelväxter. IUCN kategoriserar arten globalt som sårbar. Inga underarter finns listade i Catalogue of Life.